# Abierto Mexicano de Tenis 2012 - Qualificazioni singolare femminile
Le qualificazioni del singolare femminile dell'Abierto Mexicano de Tenis 2012 sono state un torneo di tennis preliminare per accedere alla fase finale della manifestazione. I vincitori dell'ultimo turno sono entrati di diritto nel tabellone principale. In caso di ritiro di uno o più giocatori aventi diritto a questi sono subentrati i lucky loser, ossia i giocatori che hanno perso nell'ultimo turno ma che avevano una classifica più alta rispetto agli altri partecipanti che avevano comunque perso nel turno finale.

## Giocatrici

### Teste di serie
1. Edina Gallovits-Hall (qualificata)
2. Lara Arruabarrena-Vecino (primo turno)
3. Paula Ormaechea (primo turno)
4. Aravane Rezaï (primo turno)

1. Sesil Karatančeva (qualificata)
2. Anastasija Pivovarova (primo turno)
3. Mihaela Buzărnescu (primo turno)
4. Julia Cohen (primo turno)

### Qualificate
1. Edina Gallovits-Hall
2. Petra Rampre

1. Mariana Duque Mariño
2. Sesil Karatančeva

## Tabellone qualificazioni

### 1ª sezione
|  | Primo turno          | Primo turno          | Primo turno          | Primo turno | Primo turno |  |  | Secondo turno      | Secondo turno        | Secondo turno        | Secondo turno     | Secondo turno |   |   | Ultimo turno | Ultimo turno         | Ultimo turno | Ultimo turno | Ultimo turno |  |
|  |                      |                      |                      |             |             |  |  |                    |                      |                      |                   |               |   |   |              |                      |              |              |              |  |
|  | 1                    | Edina Gallovits-Hall | Edina Gallovits-Hall | 6           | 6           |  |  |                    |                      |                      |                   |               |   |   |              |                      |              |              |              |  |
|  |                      | Victoria Larrière    | Victoria Larrière    | 0           | 0           |  |  | 1                  | Edina Gallovits-Hall | Edina Gallovits-Hall | 7                 | 7             |   |   |              |                      |              |              |              |  |
|  | Verónica Cepede Royg | Verónica Cepede Royg | Verónica Cepede Royg | 6           | 6           |  |  |                    | Verónica Cepede Royg | Verónica Cepede Royg | 5                 | 65            |   |   |              |                      |              |              |              |  |
|  | Marija Korytceva     | Marija Korytceva     | Marija Korytceva     | 3           | 4           |  |  |                    |                      |                      |                   |               |   |   | 1            | Edina Gallovits-Hall | 4            | 6            |              |  |
|  | Sharon Fichman       | Sharon Fichman       | Sharon Fichman       | 4           | 3           |  |  |                    |                      |                      | Jaroslava Švedova | 6             | 1 | r |              |                      |              |              |              |  |
|  | Florencia Molinero   | Florencia Molinero   | Florencia Molinero   | 6           | 6           |  |  | Florencia Molinero | Florencia Molinero   | Florencia Molinero   | 4                 | 1             |   |   |              |                      |              |              |              |  |
|  |                      | Jaroslava Švedova    | 6                    | 4           | 6           |  |  | Jaroslava Švedova  | Jaroslava Švedova    | Jaroslava Švedova    | 6                 | 6             |   |   |              |                      |              |              |              |  |
|  | 8                    | Julia Cohen          | 4                    | 6           | 0           |  |  |                    |                      |                      |                   |               |   |   |              |                      |              |              |              |  |

### 2ª sezione
|  | Primo turno            | Primo turno              | Primo turno              | Primo turno | Primo turno |  |  | Secondo turno           | Secondo turno           | Secondo turno           | Secondo turno           | Secondo turno           |   |   | Ultimo turno | Ultimo turno | Ultimo turno | Ultimo turno | Ultimo turno |  |
|  |                        |                          |                          |             |             |  |  |                         |                         |                         |                         |                         |   |   |              |              |              |              |              |  |
|  | 2                      | Lara Arruabarrena-Vecino | Lara Arruabarrena-Vecino | 1           | 4           |  |  |                         |                         |                         |                         |                         |   |   |              |              |              |              |              |  |
|  |                        | Maria Elena Camerin      | Maria Elena Camerin      | 6           | 6           |  |  | Maria Elena Camerin     | Maria Elena Camerin     | Maria Elena Camerin     | 4                       | 4                       |   |   |              |              |              |              |              |  |
|  | Leticia Costas Moreira | Leticia Costas Moreira   | 5                        | 6           | 2r          |  |  | Petra Rampre            | Petra Rampre            | Petra Rampre            | 6                       | 6                       |   |   |              |              |              |              |              |  |
|  | Petra Rampre           | Petra Rampre             | 7                        | 4           | 3           |  |  |                         |                         |                         |                         |                         |   |   | Petra Rampre | Petra Rampre | Petra Rampre | 6            | 6            |  |
|  |                        | Estrella Cabeza Candela  | Estrella Cabeza Candela  | 6           | 6           |  |  |                         |                         | Estrella Cabeza Candela | Estrella Cabeza Candela | Estrella Cabeza Candela | 3 | 4 |              |              |              |              |              |  |
|  | WC                     | Ana Sofía Sánchez        | Ana Sofía Sánchez        | 0           | 3           |  |  | Estrella Cabeza Candela | Estrella Cabeza Candela | 3                       | 7                       | 6                       |   |   |              |              |              |              |              |  |
|  |                        | Garbiñe Muguruza Blanco  | Garbiñe Muguruza Blanco  | 6           | 6           |  |  | Garbiñe Muguruza Blanco | Garbiñe Muguruza Blanco | 6                       | 5                       | 4                       |   |   |              |              |              |              |              |  |
|  | 7                      | Mihaela Buzărnescu       | Mihaela Buzărnescu       | 4           | 3           |  |  |                         |                         |                         |                         |                         |   |   |              |              |              |              |              |  |

### 3ª sezione
|  | Primo turno            | Primo turno            | Primo turno          | Primo turno | Primo turno |  |  | Secondo turno        | Secondo turno        | Secondo turno        | Secondo turno    | Secondo turno    |   |   | Ultimo turno         | Ultimo turno         | Ultimo turno         | Ultimo turno | Ultimo turno |  |
|  |                        |                        |                      |             |             |  |  |                      |                      |                      |                  |                  |   |   |                      |                      |                      |              |              |  |
|  | 3                      | Paula Ormaechea        | Paula Ormaechea      | 2           | 4           |  |  |                      |                      |                      |                  |                  |   |   |                      |                      |                      |              |              |  |
|  |                        | Mariana Duque Mariño   | Mariana Duque Mariño | 6           | 6           |  |  | Mariana Duque Mariño | Mariana Duque Mariño | Mariana Duque Mariño | 6                | 6                |   |   |                      |                      |                      |              |              |  |
|  |                        | Inés Ferrer Suárez     | Inés Ferrer Suárez   | 6           | 6           |  |  | Inés Ferrer Suárez   | Inés Ferrer Suárez   | Inés Ferrer Suárez   | 2                | 0                |   |   |                      |                      |                      |              |              |  |
|  | WC                     | Valeria Salazar        | Valeria Salazar      | 2           | 0           |  |  |                      |                      |                      |                  |                  |   |   | Mariana Duque Mariño | Mariana Duque Mariño | Mariana Duque Mariño | 6            | 6            |  |
|  | Lenka Wienerová        | Lenka Wienerová        | 6                    | 3           | 7           |  |  |                      |                      | Catalina Castaño     | Catalina Castaño | Catalina Castaño | 1 | 3 |                      |                      |                      |              |              |  |
|  | Aleksandrina Najdenova | Aleksandrina Najdenova | 2                    | 6           | 5           |  |  | Lenka Wienerová      | Lenka Wienerová      | Lenka Wienerová      | 5                | 4                |   |   |                      |                      |                      |              |              |  |
|  |                        | Catalina Castaño       | 6                    | 3           | 6           |  |  | Catalina Castaño     | Catalina Castaño     | Catalina Castaño     | 7                | 6                |   |   |                      |                      |                      |              |              |  |
|  | 6                      | Anastasija Pivovarova  | 4                    | 6           | 3           |  |  |                      |                      |                      |                  |                  |   |   |                      |                      |                      |              |              |  |

### 4ª sezione
|  | Primo turno           | Primo turno           | Primo turno           | Primo turno           | Primo turno |  |  | Secondo turno | Secondo turno      | Secondo turno | Secondo turno     | Secondo turno |   |   | Ultimo turno | Ultimo turno       | Ultimo turno | Ultimo turno | Ultimo turno |  |
|  |                       |                       |                       |                       |             |  |  |               |                    |               |                   |               |   |   |              |                    |              |              |              |  |
|  | 4                     | Aravane Rezaï         | 2                     | 6                     | 4           |  |  |               |                    |               |                   |               |   |   |              |                    |              |              |              |  |
|  | WC                    | Marcela Zacarías      | 6                     | 3                     | 6           |  |  | WC            | Marcela Zacarías   | 7             | 4                 | 2             |   |   |              |                    |              |              |              |  |
|  | Andrea Koch-Benvenuto | Andrea Koch-Benvenuto | Andrea Koch-Benvenuto | Andrea Koch-Benvenuto | 1r          |  |  |               | Maria João Koehler | 65            | 6                 | 6             |   |   |              |                    |              |              |              |  |
|  | Maria João Koehler    | Maria João Koehler    | Maria João Koehler    | Maria João Koehler    | 5           |  |  |               |                    |               |                   |               |   |   |              | Maria João Koehler | 6            | 4            | 2            |  |
|  | WC                    | Ana Paula de la Peña  | Ana Paula de la Peña  | 1                     | 0           |  |  |               |                    | 5             | Sesil Karatančeva | 2             | 6 | 6 |              |                    |              |              |              |  |
|  |                       | Kiki Bertens          | Kiki Bertens          | 6                     | 6           |  |  |               | Kiki Bertens       | 3             | 6                 | 65            |   |   |              |                    |              |              |              |  |
|  |                       | Tatjana Maria         | Tatjana Maria         | 2                     | 4           |  |  | 5             | Sesil Karatančeva  | 6             | 3                 | 7             |   |   |              |                    |              |              |              |  |
|  | 5                     | Sesil Karatančeva     | Sesil Karatančeva     | 6                     | 6           |  |  |               |                    |               |                   |               |   |   |              |                    |              |              |              |  |